# Mes Kerman Football Club
El Sanat Mes Kerman Football Club (en persa: باشگاه فوتبال مس کرمان) es un club de fútbol de la ciudad de Kermán (Irán). Fue fundado en 1998 y juega en la Primera División de Irán.

## Historia
El equipo fue fundado el 2 de marzo de 1998 por la industria del cobre de la ciudad. Es la sección de fútbol del club polideportivo Sanat Mes Kerman Cultural and Athletic Club.
En la temporada 2005-06 ascendió a Primera división.

## Uniforme
- Uniforme titular: Camiseta, pantalón y medias naranjas.
- Uniforme alternativo: Camiseta naranja, pantalón azul y medias blancas.

## Estadio
El Mes Kerman juega desde 2024 en el Estadio Shahid Raisi. Tiene capacidad para 30.000 personas. Anteriormente el equipo disputaba sus partidos en el Salimikia Stadium y en el Shahid Bahonar Stadium.

## Entrenadores
- Bijan Zolfagharnasab (2000-2002)
- Mehdi Mohammadi (2002-2006)
- Nader Dastneshan (2006-07)
- Farhad Kazemi (2007)
- Amir Ghalenoei (2007-08)
- Parviz Mazloomi (2008-2009)
- Mehdi Mohammadi (2009)
- Luka Bonačić (2009-2010)
- Samad Marfavi (2010-2011)
- Flemming Serritslev (2011)
- Miroslav Blažević (2011-2012)
- Ebrahim Ghasempour (2012-2013)
- Mehdi Mohammadi (2013)
- Luka Bonačić (2013)
- Mahmoud Yavari (2013-)

## Palmarés
No ha ganado ningún título.